# Videojuego de carreras

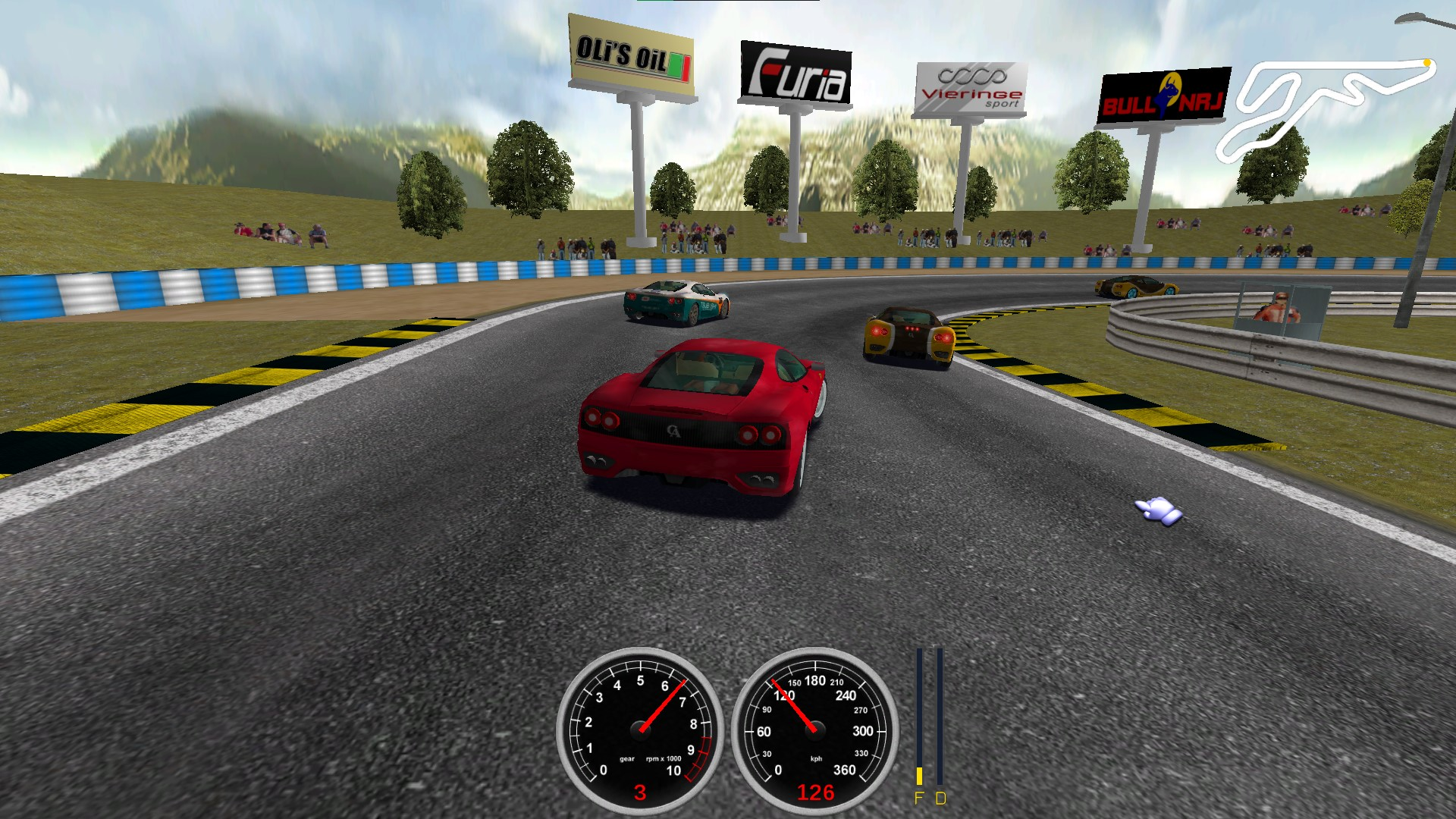
Captura del videojuego de carreras libre Speed Dreams.

Un videojuego de carreras es un videojuego en el que se imitan competencias entre vehículos. Usualmente el objetivo es recorrer cierta distancia o ir de un sitio hacia otro en el menor tiempo posible, como en el automovilismo y el motociclismo (los que generalmente son imitados). A pesar de que existen juegos de mesa de este tipo, el término generalmente se refiere a videojuegos.

## Tipos de videojuegos de carreras

### Videojuegos de carreras arcade
Los juegos de carreras estilo arcade brindan diversión y una experiencia trepidante por encima de todo ya que los vehículos generalmente se comportan de maneras únicas. Una característica clave del estilo de conducción arcade que los distingue específicamente de los simuladores es una física mucho más liberal, mientras que en los juegos centrados en las simulación hay que reducir la velocidad significativamente para tomar la mayoría de las curvas, los juegos de carreras tipo arcade generalmente alientan al jugador a que derrape para permitir mantener una velocidad constante en las trazadas. Las colisiones con otros corredores y los obstáculos de ruta suelen ser mucho más exagerados que en los simuladores. En su mayor parte, los juegos de estilo arcade simplemente eliminan la precisión y el rigor requerido de la experiencia de simulación y se centran estrictamente en el elemento de la carrera en sí. A menudo otorgan licencias y ligas reales, pero también están abiertos a configuraciones y vehículos más exóticos. Las carreras se llevan a cabo en carreteras, caminos ventosos o en ciudades; pueden ser circuitos de vuelta múltiple o de punto a punto, con una o múltiples rutas.
Entre algunos de los precursores se encuentran Pole Position, Out Run, Virtua Racing, Daytona USA o Ridge Racer.
Algunos juegos de carreras estilo arcade agregan armas que se pueden usar contra los oponentes para ralentizarlos o impedir su progreso. Esta es una característica básica en los juegos de carreras de karts, como la serie Mario Kart, pero este tipo de mecánica de juego también aparece en los juegos de carreras estándar. Las armas pueden ir desde ataques de proyectiles hasta trampas, así como elementos no combativos como aumentos de velocidad. Los juegos de carreras basados en armas incluyen juegos como Mario Kart, Wipeout, Twisted Metal o Crash Team Racing.

### Simuladores de carreras
El propósito de estos juegos es imitar de forma realista el manejo de un automóvil. A menudo tienen licencias y ligas de carreras reales. La física del comportamiento del vehículo es un factor clave en la experiencia así como la prioridad a la técnica adecuada de viraje y a las maniobras de precisión de carrera (como el frenado en pista). El rigor de ser un piloto de carreras profesional generalmente también está incluido (como tener que lidiar con la condición de los neumáticos y el nivel de combustible).
Aunque estos simuladores de carreras están diseñados específicamente para personas con un alto grado de habilidad para conducir, no es raro encontrar ayudas que se pueden habilitar desde el menú del juego. Las ayudas más comunes son el control de tracción (TC), los frenos antibloqueo (ABS), la asistencia a la dirección, la resistencia a los daños, la asistencia al embrague y los cambios de marcha automáticos.
A diferencia de los juegos de carreras arcade. los juegos de simulación siempre han estado más arraigados a los computadores. La desarrolladora Papyrus Design Group fue muy importante en el género con exponentes como Indianapolis 500: The Simulation, IndyCar Racing, NASCAR Racing o Grand Prix Legends.
En videoconsolas Gran Turismopopularizó dicho género consiguiendo al ser el juego más vendido de la primeraPlayStation.

#### Automovilismo virtual
Durante los años posteriores el automovilismo virtual ha ido teniendo cada vez más importancia. Algunos de estos simuladores de carreras son altamente personalizables, ya que los entusiastas decodifican pistas, vehículos y archivos ejecutables. Las comunidades de Internet han crecido alrededor de los simuladores considerados como los más realistas y muchos sitios web albergan campeonatos en Internet, rFactor o iRacing son dos de los más populares.